# Campeonato Sudamericano de Baloncesto
El Campeonato Sudamericano de Baloncesto fue un campeonato de baloncesto organizado por la FIBA Américas en el que se enfrentaban todas las selecciones nacionales de América del Sur. Se disputó por primera vez en 1930, siendo el primer gran campeonato continental de baloncesto existente (el torneo más añejo del mundo y primera competencia oficial del mundo) y la primera competición reconocida por la FIBA, la cual se fundó dos años después. Con el paso del tiempo, este torneo fue considerado como el tercer torneo continental más importante de América, luego del Campeonato FIBA Américas y de los Juegos Panamericanos. Su última edición fue en 2016.
El campeonato sirvió a la vez de clasificatorio para el Torneo de las Américas (que a su vez era clasificatorio para los Juegos Olímpicos), y para el Campeonato FIBA Américas (el cual era clasificatorio para el Mundial de Baloncesto, y para los Juegos Panamericanos). 
Tras la reforma hecha por la FIBA en 2017, por el cual se establecía la creación de unas Eliminatorias exclusivas tanto para el Campeonato Mundial como el Campeonato FIBA Américas (rebautizado como Fiba AmeriCup), y sirviendo el propio Campeonato Mundial como clasificatorio para los Juegos Olímpicos, el Campeonato Sudamericano quedó sin razón de ser realizado (debido a que su propósito era clasificar equipos para el campeonato continental), motivo por el cual en 2016 se llevó a cabo su última edición. 
La ciudad que en más veces ha albergado el evento es Montevideo, Uruguay.

## Campeonatos
| Edición | Año  | Sede                  | Campeón   | Subcampeón | 3.er lugar |
| ------- | ---- | --------------------- | --------- | ---------- | ---------- |
| I       | 1930 | Montevideo, Uruguay   | Uruguay   | Argentina  | Brasil     |
| II      | 1932 | Santiago de Chile     | Uruguay   | Chile      | Argentina  |
| III     | 1934 | Buenos Aires          | Argentina | Chile      | Brasil     |
| IV      | 1935 | Río de Janeiro        | Argentina | Brasil     | Uruguay    |
| V       | 1937 | Santiago de Chile     | Chile     | Uruguay    | Brasil     |
| VI      | 1938 | Lima                  | Perú      | Argentina  | Uruguay    |
| VII     | 1939 | Río de Janeiro        | Brasil    | Uruguay    | Argentina  |
| VIII    | 1940 | Montevideo            | Uruguay   | Argentina  | Brasil     |
| IX      | 1941 | Mendoza               | Argentina | Perú       | Uruguay    |
| X       | 1942 | Santiago de Chile     | Argentina | Uruguay    | Chile      |
| XI      | 1943 | Lima                  | Argentina | Uruguay    | Perú       |
| XII     | 1945 | Guayaquil             | Brasil    | Uruguay    | Argentina  |
| XIII    | 1947 | Río de Janeiro        | Uruguay   | Brasil     | Chile      |
| XIV     | 1949 | Asunción              | Uruguay   | Brasil     | Chile      |
| XV      | 1953 | Montevideo            | Uruguay   | Brasil     | Chile      |
| XVI     | 1955 | Cúcuta                | Uruguay   | Paraguay   | Brasil     |
| XVII    | 1958 | Santiago de Chile     | Brasil    | Uruguay    | Paraguay   |
| XVIII   | 1960 | Córdoba               | Brasil    | Paraguay   | Argentina  |
| XIX     | 1961 | Río de Janeiro        | Brasil    | Uruguay    | Argentina  |
| XX      | 1963 | Lima                  | Brasil    | Perú       | Uruguay    |
| XXI     | 1966 | Mendoza               | Argentina | Brasil     | Perú       |
| XXII    | 1968 | Asunción              | Brasil    | Uruguay    | Perú       |
| XXIII   | 1969 | Montevideo            | Uruguay   | Brasil     | Argentina  |
| XXIV    | 1971 | Montevideo            | Brasil    | Uruguay    | Argentina  |
| XXV     | 1973 | Bogotá                | Brasil    | Argentina  | Perú       |
| XXVI    | 1976 | Medellín              | Argentina | Brasil     | Uruguay    |
| XXVII   | 1977 | Valdivia              | Brasil    | Uruguay    | Argentina  |
| XXVIII  | 1979 | Bahía Blanca          | Argentina | Brasil     | Uruguay    |
| XXIX    | 1981 | Montevideo            | Uruguay   | Brasil     | Argentina  |
| XXX     | 1983 | São José dos Campos   | Brasil    | Argentina  | Uruguay    |
| XXXI    | 1985 | Medellín              | Brasil    | Uruguay    | Argentina  |
| XXXII   | 1987 | Asunción              | Argentina | Venezuela  | Brasil     |
| XXXIII  | 1989 | Guayaquil             | Brasil    | Argentina  | Uruguay    |
| XXXIV   | 1991 | Valencia              | Venezuela | Brasil     | Argentina  |
| XXXV    | 1993 | Guaratinguetá         | Brasil    | Argentina  | Venezuela  |
| XXXVI   | 1995 | Montevideo            | Uruguay   | Argentina  | Brasil     |
| XXXVII  | 1997 | Maracaibo             | Uruguay   | Venezuela  | Argentina  |
| XXXVIII | 1999 | Bahía Blanca          | Brasil    | Argentina  | Venezuela  |
| XXXIX   | 2001 | Valdivia              | Argentina | Brasil     | Venezuela  |
| XL      | 2003 | Montevideo            | Brasil    | Argentina  | Uruguay    |
| XLI     | 2004 | Campos dos Goytacazes | Argentina | Brasil     | Venezuela  |
| XLII    | 2006 | Caracas               | Brasil    | Uruguay    | Argentina  |
| XLIII   | 2008 | Puerto Montt          | Argentina | Uruguay    | Venezuela  |
| XLIV    | 2010 | Neiva                 | Brasil    | Argentina  | Uruguay    |
| XLV     | 2012 | Resistencia           | Argentina | Venezuela  | Uruguay    |
| XLVI    | 2014 | La Asunción           | Venezuela | Argentina  | Brasil     |
| XLVII   | 2016 | Caracas               | Venezuela | Brasil     | Uruguay    |

## Palmarés
| Núm. | País      | Oro | Plata | Bronce | Total |
| ---- | --------- | --- | ----- | ------ | ----- |
| 1.º  | Brasil    | 18  | 13    | 8      | 39    |
| 2.º  | Argentina | 13  | 12    | 13     | 38    |
| 3.º  | Uruguay   | 11  | 13    | 12     | 36    |
| 4.º  | Venezuela | 3   | 3     | 5      | 11    |
| 5.º  | Chile     | 1   | 2     | 4      | 7     |
| 5.º  | Perú      | 1   | 2     | 4      | 7     |
| 7.º  | Paraguay  | 0   | 2     | 1      | 3     |
| 8.º  | Colombia  | 0   | 0     | 0      | 0     |
| 9.º  | Ecuador   | 0   | 0     | 0      | 0     |
| 10.º | Bolivia   | 0   | 0     | 0      | 0     |